# Margaretha Eriksson Abenius
Margaretha Eriksson Abenius, född 1952, är en svensk textilkonstnär, ursprungligen från Bergslagen (Norbergs kommun). Hon använder olika tekniker, som tryck, måleri, tovning och broderi, och blandar ofta dessa. 
Margaretha Eriksson Abenius är utbildad vid Nyckelviksskolan på Lidingö och vid Padgate College (England). Hon har dessutom en Magisterexamen i Bildpedagogik vid Konstfack, Stockholm.  
Hon är representerad hos flertal kommuner, Stockholms läns landsting, Södermanlands läns landsting, Malmöhus läns landsting, Österåkers församling, Statens Konstråd, Malmö museum.[källa behövs]